# European Institute for Computer Antivirus Research
European Institute for Computer Antivirus Research (ou EICAR), est une organisation fondée en 1990, dont l'objectif est la recherche en virologie informatique et l'amélioration du développement des logiciels antivirus. Récemment[Quand ?], EICAR a élargi son programme de recherche en incluant l'ensemble des logiciels malveillants.
EICAR est connu pour fournir le fichier de test Eicar, une chaîne de caractères exécutable mais inoffensive, destinée à tester l'intégrité de logiciels antivirus.